# Logistics (película)
Logistics, o Logistics Art Project, es una película experimental sueca de 2012 concebida y creada por Erika Magnusson y Daniel Andersson. Con 51 420 minutos (857 horas o 35 días y 17 horas), es la película más larga jamás realizada.

## Producción

### Concepto
En 2008, Erika Magnusson y Daniel Andersson tenían curiosidad por saber de dónde vienen los aparatos electrónicos modernos, luego concibieron la idea de seguir el ciclo de producción de un podómetro en orden cronológico inverso desde las ventas finales hasta su origen y fabricación. La ruta del viaje comenzó en Estocolmo, luego pasó por Insjön, Gotemburgo, Bremerhaven, Róterdam, Algeciras, Málaga y terminó en Shenzhen en el fabricante de Bao'an.
La financiación fue proporcionada por la Fundación Innovativ Kultur y Kulturbryggan.
El proyecto se filmó en tiempo real en un viaje y en localizaciones de una fábrica, siguiendo la ruta de fabricación del producto desde la tienda de Estocolmo donde fue comprado hasta la fábrica en China donde fue fabricado.

## Proyección
La película de 51 420 minutos (5 semanas de duración) se proyectó en la Biblioteca pública de Uppsala del 1 de diciembre de 2012 al 6 de enero de 2013, en la Casa de la Cultura de Estocolmo, y tuvo su estreno mundial en el Festival de Cine Fringe de Shenzhen 2014, además de transmitirse en línea.